# 段落
段落（だんらく、希: παράγραφος、独: Paragraf、仏: paragraphe、英: paragraph）とは、文章において見やすくまとめられた文の塊（ブロック）。通常は複数の文によって構成される。段落の始めは、行頭から数文字（日本語では1文字）の字下げをする。日本語の縦書きでは行頭が下がるので、「段落」という言葉が生まれた。パラグラフともいう。
段落を表す記号として、段落記号（¶）がある。

## 各語における段落

### 日本語
日本語における段落には、次の2種類があるといわれる。
意味段落（いみだんらく）
ひとつの意味をもった塊。
形式段落（けいしきだんらく）
ある意味を表す複数の段落のうちの一つとなっている、表記上の段落。
通常は、複数の形式段落をまとめて意味段落とする。
段落の表記方法は、改行後に1文字の字下げを行うことが一般的である。字下げを行わずに、行間を空ける様式もある。形式段落の文章においては行間を空けたり、罫線を入れたりすることもある。

### 中国語
中国語では、段落の先頭に2文字の字下げをする。

### 欧米の言語
英語などのヨーロッパ系の言語では、日本語と同様に、（標準5文字の）字下げをしたり行間を空ける表記方法が用いられる。段落、罫線や、破線を入れることもある。

## HTMLでの扱い
HTMLではP要素によって段落を示す。多くのウェブブラウザでは、（スタイルシートによって変更しない限り）およそ1行分の行間が空けられる。なお、意味段落が複数の形式段落で構成されているような場合に、両方の段落を同じP要素で表現することはできない。